# La Mujer Mexicana (1904-1906)
La Mujer Mexicana fue una publicación exclusivamente femenina que circuló de 1902 a 1904.

## Publicación
Fue fundada por las maestras Dolores Correa Zapata y Luz Fernández viuda de Herrera. Entre sus colaboradoras fueron parte del equipo desde la fundación las también reconocidas profesoras Victoria Sandoval de Zarco y Laura Méndez de Cuenca.

## Objetivos
La Mujer Mexicana (México, 1904-1906) fue una revista creada durante el Porfiriato por las mujeres de la élite mexicana, las cuales comenzaban a cuestionarse su papel dentro de la sociedad, el matrimonio, el hogar y la educación. Este trabajo estuvo encabezado por la tabasqueña Dolores Correa Zapata (maestra y escritora), Victoria Sandoval de Zarco, Laura Méndez de Cuenca y Luz Fernández viuda de Herrera. Tal quehacer tenía el objetivo de mostrar a las féminas mexicanas cómo debía ser una mujer moderna; quien debía incorporarse al desarrollo nacional para apoyar el progreso del país a través de la educación y los buenos comportamientos (ya que la revista únicamente iba dirigida a señoritas y no a mujeres que se dedicaban a la prostitución por necesidad). Los hechos que inspiraron a la realización de mencionada publicación fueron algunas ideas de la ilustración francesa, la cual promovía una igualdad universal y enfatizaba la importancia de la educación "para el ejercicio libre y pleno de la voluntad y la razón humana".

## Contexto
Durante los siglos XIX y XX, países como Francia, Alemania, Inglaterra, Suiza y México intentaron seguir algunas de las ideas que surgieron en la Ilustración Francesa para alcanzar una igualdad universal. Mencionado suceso se llevó a cabo por grupos sociales que desean denotar la diversidad social de un país, de allí que se manifestara un movimiento llamado Emancipación de la mujer, que era una corriente de pensamiento, después llamada feminismo, que discutía el papel de la mujer en sociedad y cómo ésta debía ser reconocida políticamente para obtener derecho a la educación básica y superior; al trabajo, la autonomía económica, la alfabetización y al voto de manera igualitaria. Lo anterior provocó un crecimiento en las publicaciones hechas por mujeres, ya que ahora ellas deseaban establecer cómo debían ser éstas, para así enfatizar dentro de la sociedad la urgencia que había por la igualdad de derechos entre hombres y mujeres.
Es por los sucesos mencionados que se crea en México, en 1904, la primera revista mensual del siglo XX, para mujeres, llamada La Mujer Mexicana, la cual era escrita por maestras y mujeres de la élite mexicana, que tocaban temas tanto científicos como literarios, ésta tenía un costo de veinticinco centavos. Una de las características principales de esta publicación es que era el sucesor de las revistas El Álbum de la Mujer y Violetas del Anáhuac, que anteriormente habían debatido sobre la identidad de la mujer mexicana del siglo XIX. Siendo el año de 1904 donde se retomaría nuevamente el discurso sobre las mujeres de México y sus particularidades, pero todas ellas tenían como fin luchar por la igualdad de las mujeres, es por ello que la mayoría de las colaboradoras pertenecían a La Sociedad Protectora de la Mujer (1905).